# Catalunya – Xina (28-12-2002)
La selecció catalana de futbol disputà un partit amistós contra la selecció de la Xina el 28 de desembre del 2002 al Camp Nou de Barcelona, davant de 63.400 espectadors, que acabà amb victòria de Catalunya per 2-0.

## Fitxa tècnica
| Catalunya                           | 2 - 0                      | Xina |
| ----------------------------------- | -------------------------- | ---- |
| Roger Garcia 10' · Albert Luque 48' | Mundo Deportivo L'Esportiu |      |

| Catalunya | Xina |

| CATALUNYA:     |  |                     |  |  |
|                |  |                     |  |  |
| PO             |  | Toni Jiménez        |  |  |
| PO             |  | José Miguel Morales |  |  |
| DF             |  | Toni Soldevilla     |  |  |
| DF             |  | Quique Álvarez      |  |  |
| DF             |  | Curro Torres        |  |  |
| DF             |  | Joan Capdevila      |  |  |
| CC             |  | Pep Guardiola (c)   |  |  |
| CC             |  | Xavi Hernández      |  |  |
| CC             |  | Sergio González     |  |  |
| CC             |  | Albert Celades      |  |  |
| CC             |  | Alex Fernández      |  |  |
| DV             |  | Roger Garcia        |  |  |
| DV             |  | Jordi Cruyff        |  |  |
| DV             |  | Albert Luque        |  |  |
| DV             |  | Luis García         |  |  |
| DV             |  | Gerard López        |  |  |
| DV             |  | Gabri Garcia        |  |  |
| DV             |  | Sergio García       |  |  |
| DV             |  | Dani Garcia         |  |  |
| DV             |  | Xavier Monteys      |  |  |
| Seleccionador: |  |                     |  |  |
| Pitxi Alonso   |  |                     |  |  |

| XINA:          |  |                 |  |  |
|                |  |                 |  |  |
| PO             |  | Yang Jun        |  |  |
| DF             |  | Sun Xiang       |  |  |
| DF             |  | Zhang Yaokun    |  |  |
| DF             |  | Xu Liang        |  |  |
| DF             |  | Hu Zhaojun      |  |  |
| CC             |  | Yu Tao          |  |  |
| CC             |  | Wang Xinxin     |  |  |
| CC             |  | Zhao Junzhe (c) |  |  |
| CC             |  | Yan Song        |  |  |
| CC             |  | Li Xiaopeng     |  |  |
| CC             |  | Lu Feng         |  |  |
| DV             |  | Qu Bo           |  |  |
| DV             |  | Li Jinyu        |  |  |
| DV             |  | Zheng Zhi       |  |  |
| DV             |  | Yu Genwei       |  |  |
| Seleccionador: |  |                 |  |  |
| Shen Xiangfu   |  |                 |  |  |